# Prosena scutellaris
Prosena scutellaris är en tvåvingeart som beskrevs av Charles Howard Curran 1929. Prosena scutellaris ingår i släktet Prosena och familjen parasitflugor. Inga underarter finns listade i Catalogue of Life.